# Wiktorija Perebejnos
Wiktorija Perebejnos (ukr. Вікторія Перебейнос, ur. 29 marca 1968 na Ukrainie) – dyrektor generalny Polsko-Ukraińskiej Izby Gospodarczej, dyrektor generalny Polsko-Białoruskiej Izby Handlowo-Przemysłowej.
Od 2001 pełniła funkcję prezesa zarządu Krajowej Izby Gospodarczej Centrum Promocji.
Pracowała pod kierownictwem prezesów izby: dr. Jana Kulczyka; dr. Andrzeja Arendarskiego; Józefa Lochowskiego.
Ukończyła studia na Wydziale Zarządzania Uniwersytetu Warszawskiego oraz na Wydziale Ekonomicznym w Akademii Gospodarki Narodowej im. Plechanowa w Moskwie.